# Masami Kuwashima
Masami Kuwashima (em japonês: 桑島 正美, Kuwashima Masami - Kumagaya, 14 de setembro de 1950) é um ex-piloto de corridas do Japão.
Teve uma boa carreira nas motos, antes de ingressar no automobilismo em 1972, nas divisões inferiores de seu país, até 1973, quando foi correr na Fórmula 3 com um March não-oficial.
Em 1976, ingressa na Fórmula 1, correndo com um Brabham alugado. No entanto, problemas judiciais movidos pela RAM levaram Kuwashima a correr com um carro da Wolf, com apoio da Williams, para ocupar o lugar de Hans Binder. No entanto, o desaparecimento de um patrocinador fez com que a Wolf reintegrasse Binder, sacando Kuwashima da equipe. Ele nunca mais teve uma chance de competir em uma prova da F-1.